# ترجیح می‌دهم کور شوم
ترجیح می‌دهم کور شوم (به انگلیسی: I'd Rather Go Blind) ترانه‌ای بلوز ساختهٔ الیگتون جردن است که بیلی فاستر و اتا جیمز هم نامشان به عنوان صاحبان اثر ثبت شده‌است. اتا جیمز نخستین بار این ترانه را در سال ۱۹۶۷ ضبط کرد که در سال ۱۹۶۸ منتشر شد. پس از آن، این ترانه به سرعت به عنوان یک قطعهٔ کلاسیک بلوز و موسیقی سول شناخته شد. این ترانه در تیتراژ پایانی جنگلبان استفاده شد.

## نسخهٔ اصلی با صدای اتا جیمز
اتا جیمز در زندگی‌نامه خود Rage To Survive نوشته‌است که کلیّت این ترانه را زمانی که دوستش الینگتون «فوگی» جردن را در زندان ملاقات کرد، شنیده‌بود. او سپس بقیه آهنگ را همراه با جردن نوشت، اما به علل مالیاتی اعتبار ترانه‌سرایی خود را به شریک زندگی خود در آن زمان، بیلی فاستر، خواننده گروه دوآپ، The Medallions داد.
اتا جیمز این آهنگ را در استودیوی FAME در ماسل شائولز، آلاباما ضبط کرد. این ترانه در آلبوم Tell Mama و در سمت B تک آهنگ به همین نام گنجانده شد که در آهنگ‌های داغ آراندبی شماره ۱۰، و شماره ۲۳ در ۱۰۰ آهنگ داغ بیلبورد را کسب کرد. این ترانه همچنین در آلبوم Deep in the Night محصول ۱۹۷۸ جری وکسلر هم هست، اما در آنجا با عنوان «دختر نابینا» (قطعه ۱۰) قرار دارد. برخی از منتقدان «ترجیح می‌دهم کور شوم» از نظر احساسی و کیفیت شاعرانه را ستوده‌اند، به طوری که این نسخه یکی از بزرگترین تک‌آهنگهای دو طرفه آن دوره می‌دانند. منتقدْ دیو مارش این ترانه را در کتاب خود به نام قلب سنگ و روح: ۱۰۰۱ عالی‌ترین تک آهنگ‌های ساخته شده تا به حال قرار داده‌است. مارش با اشاره به این که جیمز این آهنگ را در هنگام گسست از اعتیاد به هروئین ضبط کرده بود، می‌نویسد: «این ترانه استعارۀ بزرگی را برای اعتیاد او به مواد مخدّر فراهم می‌کند و داستان را شدّت می‌بخشد.»

## دیگر نسخه‌ها
چندین خوانندهٔ دیگر این ترانه را اجرا کرده‌اند؛ از آن جمله اجراهایی از لیدل میلتن، کوکو تیلور، راد استیوارت که خود اتا جیز هم از این نسخه تعریف کرده‌بود، بی.بی. کینگ، روبی ترنر، مارسیا بال، بیانسه در فیلم کادیلاک رکوردز، پائولو نوتینی، بث هارت همراه با جو باناماسا، مایک هکنال، آلمن برادرز بند همراه با سوزان تدسکی و همچنین دوآ لیپا از نسخه‌های معروف این ترانه هستند.